# Serena Autieri
 (mars 2020).
Si vous disposez d'ouvrages ou d'articles de référence ou si vous connaissez des sites web de qualité traitant du thème abordé ici, merci de compléter l'article en donnant les références utiles à sa vérifiabilité et en les liant à la section « Notes et références ».
Serena Autieri (née le 4 avril 1976) est une actrice, chanteuse et présentatrice de télévision italienne. Elle a co-présenté le 53e festival de musique de Sanremo en 2003, avec Pippo Baudo et Claudia Gerini. 

## Biographie
Serena Autieri est née à Naples, en Campanie. Enfant, elle a étudié le ballet, le chant et la récitation. Née dans le quartier de banlieue de Soccavo à Naples, elle y étudie dès l'enfance la danse classique, le chant et le théâtre. En 1997, elle enregistre son premier CD intitulé Anima soul. Diplômée des beaux arts de Naples, elle fréquente la Faculté d'Architecture de l'Université Frédéric II, entreprenant simultanément sa carrière d'actrice et jouant dans diverses représentations théâtrales. En 1998, elle rejoint le casting du soap opéra Rai 3, Une place au soleil, jouant le rôle de la chanteuse Sara De Vita. En 2001, elle rejoint Alberto Castagna  pour diriger le programme phare de Canale 5 Stranamore .   
Le 14 avril 2003, elle sort son album CD Anima Soul . Ses débuts à la télévision ont lieu en 1998 dans le feuilleton Un posto al sole diffusé par RAI Tre. Autieri fait sa première apparition sur scène en 2002 dans la comédie musicale Bulli e pupe . L'année suivante, en 2003, elle est co-animatrice de la 52e présentation du Festival de musique de Sanremo, télévisé à l'échelle nationale, aux côtés de la présentatrice Pippo Baudo et de l'actrice Claudia Gerini. En 2004, elle obtient son premier rôle principal dans un grand film avec Sara May, réalisé par Marianna Sciveres. 
Autieri a joué des rôles dans plusieurs feuilletons et mini-séries télévisées dont notamment La maledizione dei templari ("La malédiction des templiers", Les Rois maudits en français), dans laquelle elle jouait Clémence de Hongrie, et L'onore e il rispetto ("Honneur et respect"), où elle a joué le rôle d'Olga. 
En septembre 2010, elle épouse son manager Enrico Griselli à Spoleto avec qui, le 1er mars 2013, elle a une fille, Giulia Tosca. 
En 2013, Serena a fourni les parties parlantes et chantantes d'Elsa, la Reine des neiges dans le duo italien de Disney Animation, Frozen, (italien: "Frozen - Il Regno di Ghiaccio" ou "Le Royaume de glace" en français). 
Autieri apparaît occasionnellement dans des publicités télévisées.     
En 2021, elle présente en été sur la RAI, l'émission matinale Dedicato a te.     

## Discographie
Albums
- Anima Soul (2003, album CD)

Apparitions dans les albums et compilations d'autres artistes
- 2008 : 40 anni di me con voi
- 2013 : La Reine des neiges

## Théâtre
- Bulli e pupe (2002)
- Vacanze Romane (2003 / 2004-05)
- Shakespeare in Jazz (2006)
- Facce da teatro (2007)
- Le Songe d'une nuit d'été (2008)
- Shakespeare in Jazz (2009)

## Filmographie

### Cinéma
- 2004 : Sara May
- 2007 : Notte prima degli esami - Oggi
- 2008 : Liolà
- 2008 : L'ultimo Crodino
- 2010 : Natale in Sudafrica (ciné-panettone)
- 2011 : Femmine contro maschi
- 2013 :  La Reine des Neiges

### Doublage
- 2013 :  La Reine des neiges (Frozen - Il regno di ghiaccio) : Elsa
- 2014 : Walt Disney e l'Italia - Una storia d'amore
- 2014-2015 : Once Upon a Time (C'era una volta) : Elsa
- 2015 : Une fête givrée (Frozen Fever) : Elsa
- 2016 : Frozen - La magia delle luci del nord : Elsa
- 2017 : Joyeuses fêtes avec Olaf (Frozen - Le avventure di Olaf) : Elsa
- 2018 :  Ralph 2.0 (Ralph spacca Internet) : Elsa
- 2019 : La Reine des neiges 2 : Elsa

### Télévision
- 1998–1999 : Un Posto al Sole (série)
- 2002 : Vento di ponente (série)
- 2003-2004 : Vento de Ponente 2 (série)
- 2003 : Tutti i sogni del mondo (mini-série)
- 2005 : La maledizione degli Templari (mini-série) (VF : Les rois maudits) : Clémence de Hongrie
- 2005 : Callas et Onassis (film)
- 2006 : L'onore e il rispetto (mini-série)
- 2007 : La lance du destin
- 2008 : Agrodolce (série)
- 2008 : Dr Clown (film)
- 2009 : L'onore e il rispetto 2 (mini-série)
- 2021 : Dedicato a te (animatrice)

### Apparitions à la télévision
- 2000-2001 : Stranamore
- 2003 : Festival de musique de Sanremo
- 2004 : David di Donatello
- 2011 : Attenti a quei due - La sfida
- 2017 : Lola, La Fea (Bolivie)